# Агафуров, Кашафетдин Хисаметдинович
Кашафетдин Хисаметдинович Агафуров (24 декабря 1871, Екатеринбург — 24 марта 1935, Харбин) — татарский предприниматель и общественный деятель, купец II гильдии, член-распорядитель Торгового дома «Братья Агафуровы»

## Биография
Родился в г. Екатеринбурге в семье купца Хисаметдина Агафурова. Единственный из своих братьев получил систематическое образование.
Был членом Уральского общества любителей естествознания (УОЛЕ) — крупнейшей уральской общественной организации, существовавшей с 1870 по 1930 годы.
После Октябрьской революции в эмиграции в Японии, затем в Харбине.
Скончался 24 марта 1935 года в эмиграции в г. Харбине после тяжелой автомобильной аварии.

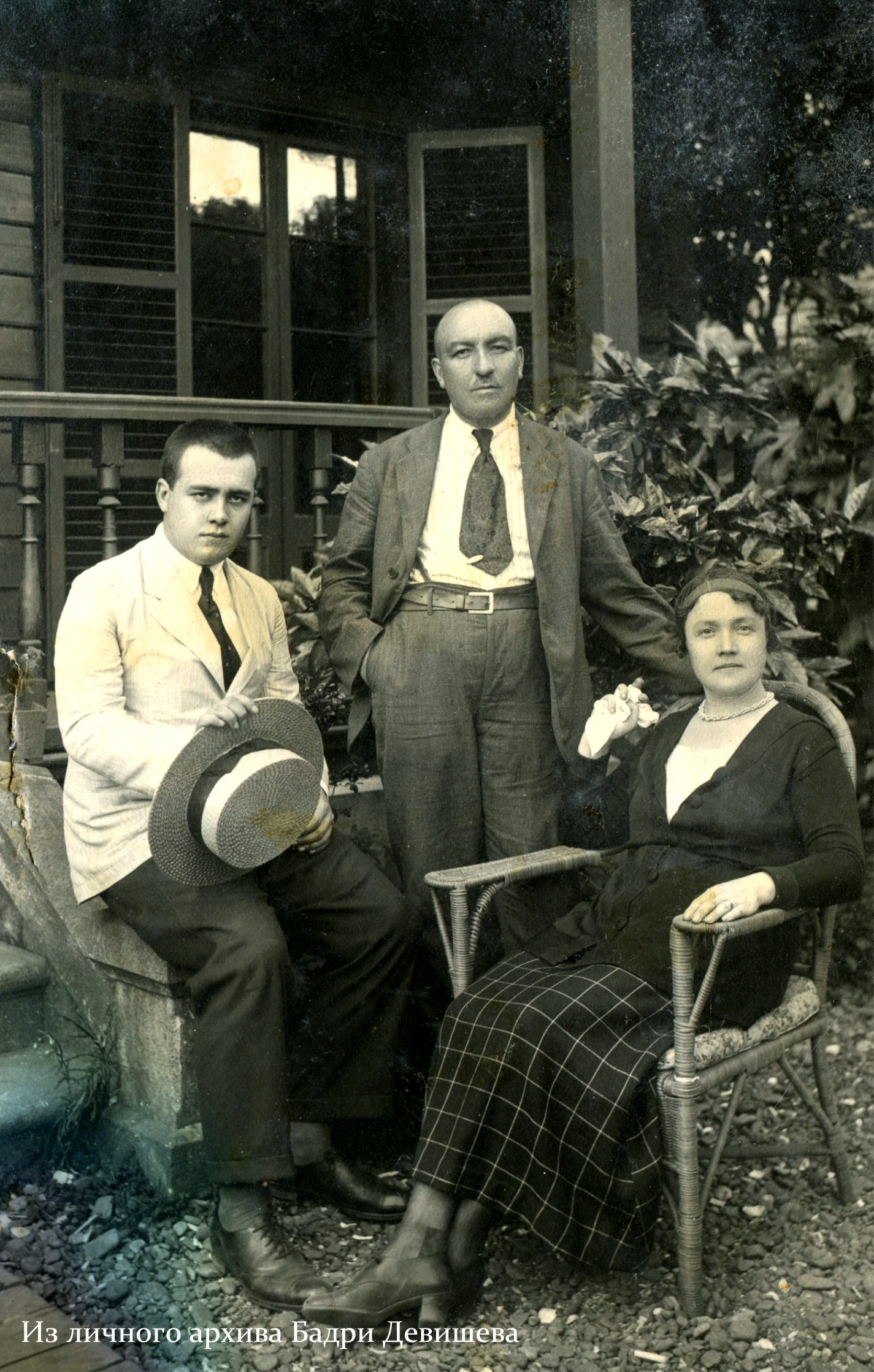
Семья Кашафетдина Агафурова. Слева направо: Бадретдин, Кашафетдин, Салия

## Семья
- Жена (2-я), Салия Султановна Агафурова, родилась 21 ноября 1882 года в Уфе (предположительно). Была одним из инициаторов появления в Екатеринбурге дамского кружка, который был создан в 1914 году для оказания помощи фронту (ликвидирован в июле 1919 года); некоторое время была распорядителем Екатеринбургского общества велосипедистов-любителей. Принимала личное участие в ряде благотворительных акций. Так, ей было пожертвовано 150 томов известных русских писателей на русском и татарском языках для открытой в доме Агафуровых первой в городе бесплатной мусульмано-русской библиотеки[1]. Умерла и похоронена в Стамбуле в 1968 году.
- Дети: Тайба (от 1-го брака), Бадретдин.